# Ignatz Kapfhammer
Ignatz Kapfhammer (* 1. Februar 1803 in Aichach; † 5. Februar 1879 ebenda) war ein bayerischer Politiker.

## Werdegang
Kapfhammer war als Bierbrauer tätig. Er war Bürgermeister von Aichach. Von 1849 bis 1869 gehörte er der Kammer der Abgeordneten des Bayerischen Landtags an.